# The Big Door Prize
The Big Door Prize är en amerikansk science fiction och dramakomediserie från 2023 som hade premiär på strömningstjänsten Apple TV+ den 29 mars 2023. Första säsongen består av 10 avsnitt. Serien är regisserad av Molly McGlynn, Declan Lowney och Anu Valia. Amanda Rosenberg har skrivit seriens manus baserat en roman av M.O. Walsh med samma namn.

## Handling
Serien kretsar kring en grupp människor i det lilla samhället Deerfield, Louisiana. När det plötsligt dyker upp en maskin i den lokala livsmedelsbutiken, som kan visa på invånarnas verkliga potential, får det konsekvenser på hur invånarna lever sina liv.

## Roller i urval
- Chris O'Dowd – Dusty
- Gabrielle Dennis – Cass
- Damon Gupton – Reuben
- Josh Segarra – Giorgio
- Christian Adam – Trevor
- Sammy Fourlas – Jacob
- Djouliet Amara – Trina